# Vampyressa thyone
Vampyressa thyone es una especie de murciélagos. Se encuentran en los bosques húmedos hasta los 1.500 m de altitud, en América Central y América del Sur, desde el sur de México hasta Bolivia y en algunas zonas en el occidente de Brasil.

## Descripción
El pelaje del dorso es castaño claro. No presentan línea en la espalda. Las líneas faciales son blancas indistintas. La base de la oreja, el borde superior de las orejas y el trago son de color amarillo. Los lados de la hoja nasal son redondeados y lisos. Los antebrazos, dedos y pulgares son de color marrón. La longitud del cuerpo con la cabeza alcanza entre 4,3 y 5,3 cm, el pie de 0,7 a 1 cm, la oreja de 1,1 a 1,5 cm y la longitud del antebrazo de 2,9 a 3,9 cm. Pesa entre 6 y 11 g.

## Comportamiento y alimentación
Nocturno. Construye refugios en forma de tienda, hechos con hojas de plantas de los géneros Philodendron, Pentagonia o Rhodospatha. Se alimenta de frutos, por ejemplo los de la hoja de estrella y el guarumo